# Anoxycalyx joubini
Anoxycalyx joubini (Topsent, 1916)  è una specie di spugna dell'Antartide.
È una delle più grandi spugne del mondo potendo crescere fino a 1,5 metri di diametro e 1,95 metri di altezza. È una specie con una lunga aspettativa di vita, potendo vivere fino a 15.000 anni. Vive fra 100 e 2000 m di profondità, a temperature molto fredde e pressione costante. Questo potrebbe rallentare la loro crescita, come si è visto con un esemplare catturato che non è cresciuto affatto per 10 anni.